# So schnell es geht nach Istanbul
So schnell es geht nach Istanbul ist ein DDR-Spielfilm von Andreas Dresen aus dem Jahr 1990 nach einem gemeinsam mit Laila Stieler verfassten Drehbuch nach Motiven der Erzählung „Romeo“ von Jurek Becker. Der von der Hochschule für Film und Fernsehen „Konrad Wolf“ mit Unterstützung der DEFA Studio Babelsberg GmbH produzierte Schwarzweiß-Film mit Yüksel Yolcu und Jana Mattukat in den Hauptrollen beschreibt eine Berliner Ost-West-Romanze kurz nach der Wende. Dresen widmete den unter Beratung des Regisseurs Günter Reisch entstandenen Film dem 1990 verstorbenen Kameramann Werner Bergmann.

## Inhalt
Berlin im Frühjahr 1990: Der junge Türke Niyazi, der in West-Berlin lebt, will nach dem Fall der Berliner Mauer so schnell wie möglich zurück in seine Heimatstadt Istanbul, nur fehlen ihm die finanziellen Mittel für die Reise. Um schneller das Geld zusammenzubekommen, hat er die Idee, in den Ostteil Berlins zu gehen, wo die Lebenshaltungskosten und Mieten weit niedriger sind, aber weiter im Westteil zum höheren West-Einkommen zu arbeiten. Gezielt sucht er nach einer großen Wohnung in Ost-Berlin, in die er mit einziehen kann, am besten auch noch mit einem hübschen Mädchen drin. Bald muss er feststellen, dass sein Plan nicht ganz einfach durchzuführen ist.

## Entstehung
Der ursprünglich unter dem Arbeitstitel „Romeo“ für das Fernsehen produzierte Studentenfilm des in der DDR aufgewachsenen und ausgebildeten Dresen wurde 1991 in der Sektion „Neue Deutsche Filme“ auf der Berlinale vorgestellt.
Auf die Frage, wie er als Ost-Berliner Nachwuchsregisseur so kurz nach der Wende das Leben von Kreuzberger Türken filmisch realistisch habe darstellen können, antwortete Dresen: „Ich hab einfach türkische Schauspieler gesucht, die haben mir ihre Familien, ihre Welt gezeigt“.

## Auszeichnungen
- 1991: Grand Prix bei den XV. Rencontres Henri Langlois de Poitiers
- 1991: Preis der Unterzeichner des Oberhausener Manifests und Preis des DGB Oberhausen bei den Internationalen Kurzfilmtagen Oberhausen
- 1992: Publikumspreis bei den Bamberger Kurzfilmtagen
- 1992: Spezialpreis des Prix Europa

## DVD-Veröffentlichung
Der Film wurde 2007 von der Filmgalerie 451 und dem Filmmagazin Schnitt in der Reihe Debütfilme auf der Doppel-DVD Stilles Land unter „Extras“ veröffentlicht.